# بيفل تشرني
بيفل تشرني (بالتشيكية: Pavel Černý)‏ هو لاعب كرة قدم تشيكي في مركز الهجوم، ولد في 28 يناير 1985 في هرادتس كرالوفه في جمهورية التشيك. لعب مع نادي أورداباسي ونادي هراتس كرالوفه ونادي يابلونتس.

## وصلات خارجية
- بيفل تشرني على موقع قاعدة بيانات كرة القدم.إي يو (الإنجليزية)
- بيفل تشرني على موقع Soccerway.com (الإنجليزية)
- بيفل تشرني على موقع عالم كرة القدم.نت (الإنجليزية)